# 克萊金鎮區 (密歇根州)
克萊金鎮區（英語：Klacking Township）是位於美國密歇根州奧格莫縣的一個行政鎮區。

## 地方資料
克萊金鎮區的面積為93.11平方千米，當中陸地面積為92.95平方千米，而水域面積為0.16平方千米。根據2020年美國人口普查的數據，當地共有人口572人，而人口密度為每平方千米6.14人。